# رقص خاک
رقص خاک فیلمی به کارگردانی و نویسندگی ابوالفضل جلیلی ساخته سال ۱۳۷۰ است.

## خلاصه فیلم
نوجوانی به نام ایلیا، تنها و بی کس، در کوره پز خانه‌ای قدیمی کار و زندگی می‌کند. دخترکی به نام لیموآ، که با مادرش در همان کوره پزخانه به کار مشغول است، با ایلیا دوست می‌شود…

## اکران
فیلم پس از بیست و چهار سال توقیف در سال ۱۳۹۴ و در گروه سینمایی هنر و تجربه اکران شد. پیش از آن و در سال هشتاد و هفت نسخهٔ حذف شده‌ای از آن از شبکهٔ سه پخش شد و سی دی آن نسخه توسط رسانه‌های تصویری به بازار ارائه شد که پس از مدتی جمع‌آوری شد. نسخهٔ اکران بدون ممیزی است.

## جشنواره‌ها
جشنواره‌های فیلم رقص خاک به شرح زیر است:
- جایزه بهترین فیلم آسیایی در جشنواره بین‌المللی فیلم توکیو ـ دوره یازدهم (ژاپن)
- جایزه پلنگ نقره‌ای در بخش مسابقه سینمای نوین در جشنواره بین‌المللی فیلم لوکارنو ـ دوره پنجاه و یکم (سوئیس)
- جایزه هنر و تجربه در بخش مسابقه در جشنواره بین‌المللی فیلم لوکارنو ـ دوره پنجاه و یکم (سوئیس)
- جایزه محیط زیست در بخش مسابقه در جشنواره بین‌المللی فیلم لوکارنو ـ دوره پنجاه و یکم (سوئیس)
- شرکت در جشنواره فیلم فجر ـ دوره دهم
- شرکت در جشنواره جشن خانه سینما ـ دوره دوم
- شرکت در جشنواره فیلم رشد ـ دوره بیست و هشتم و سی‌ام
- شرکت در جشنواره بین‌المللی فیلم استکهلم (سوئد)
- شرکت در جشنواره بین‌المللی فیلم ونکوور ـ دوره هفدهم (کانادا)
- شرکت در جشنواره بین‌المللی فیلم هند ـ دوره سی‌ام (هندوستان)
- شرکت در جشنواره بین‌المللی فیلم‌های ایرانی در مرکز فیلم شیکاگو ـ دوره نهم (آمریکا)
- شرکت در جشنواره بین‌المللی فیلم دهلی نو (حیدرآباد) ـ دوره سی ام (هندوستان)
- شرکت در جشنواره بین‌المللی فیلم تورنتو ـ دوره بیست و سوم (کانادا)
- شرکت در جشنواره بین‌المللی فیلم ساندنس ـ دوره چهاردهم (آمریکا)
- شرکت در جشنواره بین‌المللی فیلم سائوپائولو ـ دوره بیست و دوم (برزیل)
- شرکت در جشنواره بین‌المللی ادینبورو (اسکاتلند)
- شرکت در جشنواره بین‌المللی فیلم هامبورگ (آلمان)
- شرکت در جشنواره بین‌المللی فیلم مونترال ـ دوره بیست و دوم (کانادا)
- شرکت در جشنواره بین‌المللی فیلم سه قاره نانت ـ دوره بیستم و بیست و چهارم (فرانسه)
- شرکت در جشنواره بین‌المللی فیلم روتردام ـ دوره بیست و هشتم (هلند)
- شرکت در جشنواره بین‌المللی فیلم مانوسک ـ دوره دوازدهم (فرانسه)
- شرکت در جشنواره بین‌المللی فیلم لوبلیانا ـ دوره دهم (اسلوونی)
- شرکت در جشنواره بین‌المللی فیلم کوهستانی، اکتشافی ترنتو ـ دوره چهل و هفتم (ایتالیا)
- شرکت در جشنواره بین‌المللی فیلم کودکان اولو ـ دوره هجدهم (فنلاند)
- شرکت در جشنواره بین‌المللی فیلم شب ـ دوره سیزدهم (دانمارک)
- شرکت در جشنواره بین‌المللی فیلم سیدنی ـ دوره چهل و نهم (استرالیا)
- شرکت در جشنواره بین‌المللی فیلم کرالا ـ دوره چهارم (هندوستان)
- شرکت در جشنواره فیلم کانبرا ـ دوره چهارم (استرالیا)
- شرکت در جشنواره فیلم کارلوی واری ـ دوره سی و چهارم (چک)
- شرکت در جشنواره فیلم فیلادلفیا ـ دوره هشتم (آمریکا)
- شرکت در جشنواره فیلم دوبلین ـ دوره بیست و هشتم (ایرلند)
- شرکت در جشنواره فیلم ملبورن ـ دوره چهل و هشتم (استرالیا)
- شرکت در جشنواره فیلم استانبول ـ دوره هجدهم (ترکیه)
- شرکت در جشنواره فیلم آنکارا ـ دوره یازدهم (ترکیه)
- شرکت در جشنواره فیلم آفتاب نیمه شب ـ دوره چهاردهم (فنلاند)
- شرکت در جشنواره فیلم بانکوک ـ دوره دوم (تایلند)
- شرکت در جشنواره فیلم ریو ـ دوره یازدهم (برزیل)
- شرکت در جشنواره مدرسه تابستانی سینما در اوهرسکه هرادیشت ـ دوره بیست و پنجم (چک)
- شرکت در جشنواره فیلم سیاتل ـ دوره بیست و پنجم (آمریکا)
- شرکت در جشنواره فیلم سنگاپور ـ دوره دوازدهم (سنگاپور)
- شرکت در جشنواره فیلم‌های ایرانی در مؤسسه فیلم بریتانیا (انگلستان)
- شرکت در جشنواره فیلم‌های ایرانی در سینماتک سوئد (سوئد)
- شرکت در جشنواره فیلم‌های ایرانی در برمن (آلمان)
- شرکت در جشنواره فیلم ولز ـ دوره یازدهم (انگلستان)
- شرکت در جشنواره فیلم ورشو ـ دوره پانزدهم (لهستان)
- شرکت در جشنواره فیلم و این کانتری ـ دوره چهاردهم (آمریکا)
- شرکت در جشنواره مؤسسه هنرهای معاصر لندن (انگلستان)
- شرکت در جشنواره فیلم پاییزی فیلم‌های ایرانی (فرانسه)
- شرکت در جشنواره فیلم محیط زیست تورساک (ترکیه)
- شرکت در جشنواره فیلم و این کانتری ـ دوره چهاردهم (آمریکا)
- نمایش در فیلم‌های ایرانی در مرکز یربابورنا (آمریکا)
- شرکت در جشنواره فصل فرهنگی ایران در شهرداری بلوین بلیان کورت پاریس (فرانسه)
- شرکت در جشنواره فیلم بهار ایرانیان در سن میشل (فرانسه)
- شرکت در جشنواره فیلم تابستانی مدرسه سینمایی اوهریشکه هرادیشته ـ دوره سی ام (چک)